# 盧伯克嶺
盧伯克嶺（英語：Lubbock Ridge）是南極洲的山嶺，位於杜費克海岸，長約9公里，從韋德山延伸至沙克爾頓冰川東岸，該山嶺現時由南極條約體系管理。

## 外部連結
. . United States Geological Survey.   [2013-07-08].
84°52′S 175°25′W / 84.867°S 175.417°W